# Burgdorf (Zwitserland)
Burgdorf (Bernduits: Burdlef; Frans: Berthoud) is een gemeente en plaats in het Zwitserse kanton Bern, en maakt deel uit van het district Emmental.
Burgdorf telt 15.907 inwoners.

## Bezienswaardigheden

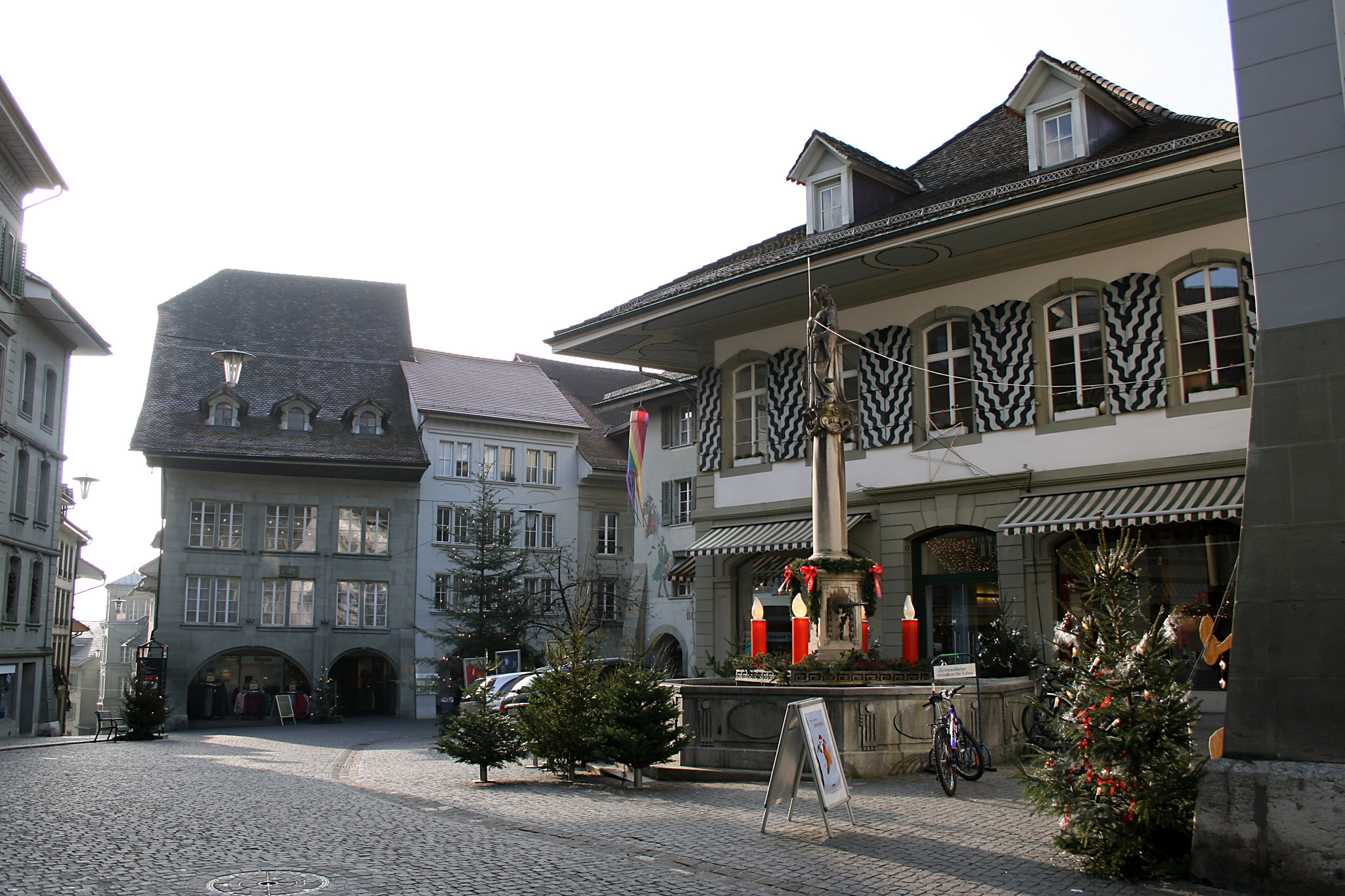
De historische oude stad
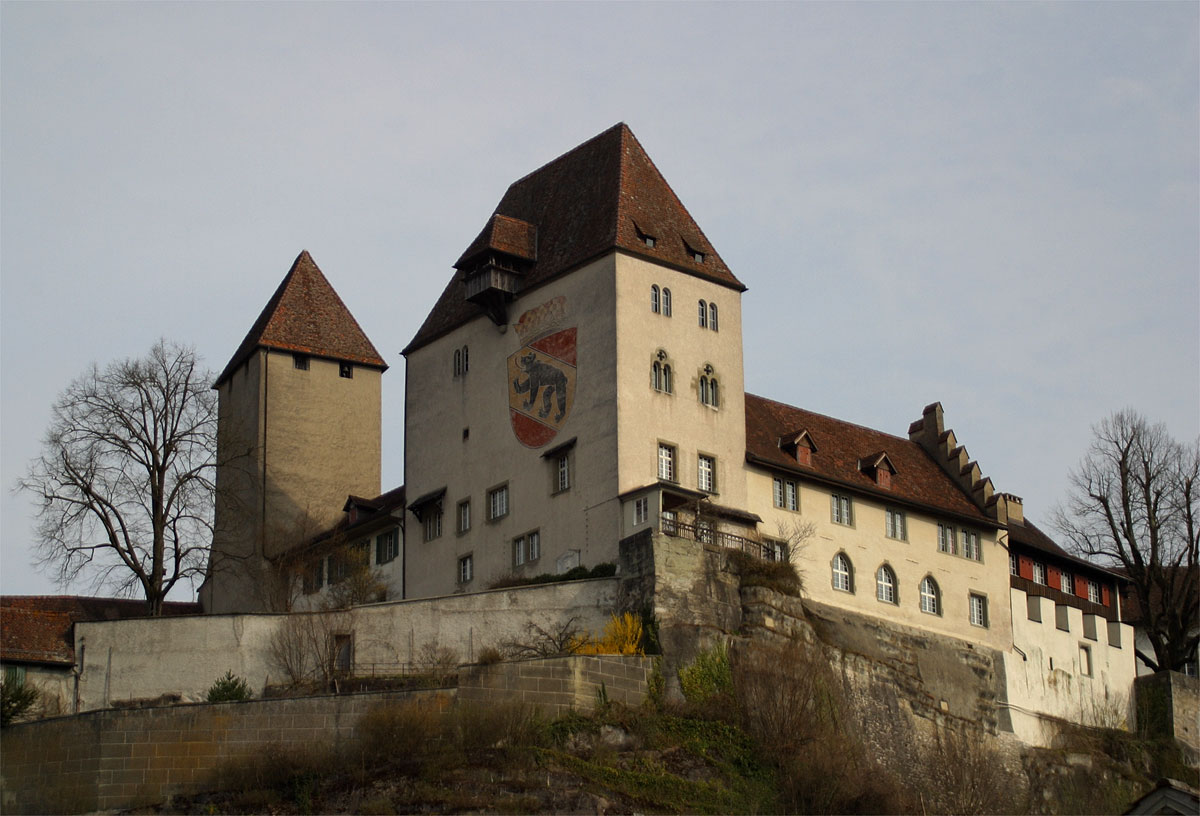
Slot Burgdorf
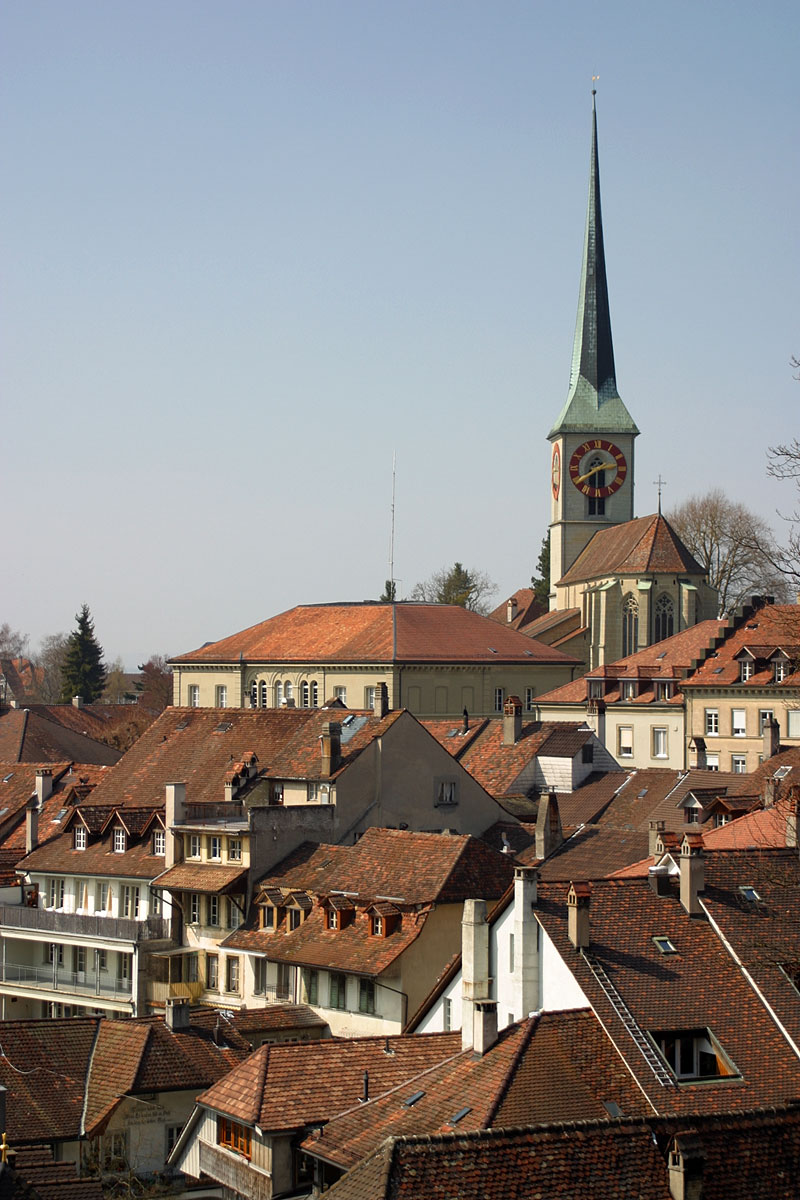
Stadskerk

## Geboren
- Marie Brechbühl (1857-1933), pedagoge
- Hermann Ferdinand Hitzig (1868-1911), jurist, hoogleraar, rechtshistoricus
- Magdalena Aebi (1898-1980), filosofe
- Peter Wyder (1934-2024), natuurkundige
- Simone Niggli-Luder (1978), oriëntatieloopster
- Jasmin Liechti (2002), wielrenster